# Stefan Beinlich
Stefan Beinlich (Berlino, 13 gennaio 1972) è un ex calciatore tedesco, di ruolo centrocampista.

## Carriera
Per vari infortuni al ginocchio ha terminato la carriera durante il campionato 2007-2008.
Nel 2003 quando giocava nell'Herta Berlino ha fatto una piccola apparizione nella serie TV tedesca Lolle nel ruolo di sé stesso.

## Palmarès

### Club

#### Competizioni nazionali
- Coppa di Lega inglese: 1

Aston Villa: 1993-1994
- Campionato tedesco di seconda divisione: 1

Bochum: 1994-1995
- Coppa di Lega tedesca: 3

Hertha Berlino: 2001, 2002
Amburgo: 2003

#### Competizioni internazionali
- Coppa Intertoto UEFA:

Amburgo: 2005